# Teilmenge

Mengendiagramm: A ist eine (echte) Teilmenge von B.

Die mathematischen Begriffe Teilmenge und Obermenge beschreiben eine Beziehung zwischen zwei Mengen. Ein anderes Wort für Teilmenge ist Untermenge.
Für die mathematische Abbildung der Einbettung einer Teilmenge in ihre Grundmenge, die mathematische Funktion der Teilmengenbeziehung, wird die  Inklusionsabbildung verwendet.
{\displaystyle A} ist eine Teilmenge von {\displaystyle B} und {\displaystyle B} ist eine Obermenge von {\displaystyle A}, wenn jedes Element von {\displaystyle A} auch in {\displaystyle B} enthalten ist. Wenn {\displaystyle B} zudem weitere Elemente enthält, die nicht in {\displaystyle A} enthalten sind, so ist {\displaystyle A} eine echte Teilmenge von {\displaystyle B} und {\displaystyle B} ist eine echte Obermenge von {\displaystyle A}.
Die Menge aller Teilmengen einer gegebenen Menge {\displaystyle A} heißt die Potenzmenge von {\displaystyle A}.
Den Begriff Teilmenge prägte Georg Cantor – der „Erfinder“ der Mengenlehre – ab 1884; das Symbol der Teilmengenrelation wurde von Ernst Schröder 1890 in seiner „Algebra der Logik“ eingeführt.

## Definition
Wenn {\displaystyle A} und {\displaystyle B} Mengen sind und jedes Element von {\displaystyle A} auch ein Element von {\displaystyle B} ist, nennt man {\displaystyle A} eine Teilmenge oder Untermenge von {\displaystyle B}:
{\displaystyle A\subseteq B:\Longleftrightarrow \forall x\in A\colon x\in B}
Umgekehrt nennt man {\displaystyle B} die Obermenge von {\displaystyle A} genau dann, wenn {\displaystyle A} Teilmenge von {\displaystyle B} ist:
{\displaystyle B\supseteq A:\Longleftrightarrow A\subseteq B}
Weiterhin gibt es den Begriff der echten Teilmenge. {\displaystyle A} ist eine echte Teilmenge von {\displaystyle B} genau dann, wenn {\displaystyle A} eine Teilmenge von {\displaystyle B} und {\displaystyle A} nicht identisch mit {\displaystyle B} ist.
{\displaystyle A\subsetneq B:\Longleftrightarrow A\subseteq B\land A\neq B}
Wieder schreibt man auch {\displaystyle B\supsetneq A}, wenn {\displaystyle A\subsetneq B}.

## Weitere Notationen
Einige Autoren benutzen auch die Zeichen {\displaystyle \subset } und {\displaystyle \supset } für Teilmenge und Obermenge anstatt {\displaystyle \subseteq } und {\displaystyle \supseteq }. Meistens definiert der Autor dann den Begriff „echte Teilmenge“ nicht.
Andere Autoren bevorzugen die Zeichen {\displaystyle \subset } und {\displaystyle \supset } für echte Teilmenge und Obermenge also statt {\displaystyle \subsetneq } und {\displaystyle \supsetneq }. Dieser Gebrauch erinnert passenderweise an die Zeichen für Ungleichheit {\displaystyle \leq } und {\displaystyle <}. Da diese Notation meistens benutzt wird, wenn der Unterschied zwischen echter und nicht echter Teilmenge wichtig ist, werden die Zeichen {\displaystyle \subsetneq } und {\displaystyle \supsetneq } eher selten benutzt.
Varianten des Zeichens {\displaystyle \subsetneq } sind außerdem {\displaystyle \varsubsetneq }, {\displaystyle \subsetneqq } und {\displaystyle \varsubsetneqq }. Falls {\displaystyle A} keine Teilmenge von {\displaystyle B} ist, kann auch {\displaystyle A\nsubseteq B:\Longleftrightarrow \lnot \left(A\subseteq B\right)} benutzt werden. Entsprechende Schreibweisen sind {\displaystyle \varsupsetneq } für {\displaystyle \supsetneq }, {\displaystyle \supsetneqq } und {\displaystyle \varsupsetneqq } für {\displaystyle \supsetneq }, sowie {\displaystyle A\nsupseteq B} (keine Obermenge).
Die entsprechenden Unicode-Symbole sind: ⊂, ⊃, ⊆, ⊇, ⊄, ⊅, ⊈, ⊉, ⊊, ⊋ (siehe: Unicode-Block Mathematische Operatoren).

## Sprechweisen
Statt „{\displaystyle A} ist eine Teilmenge von {\displaystyle B}“ wird auch „Die Menge {\displaystyle A} ist in der Menge {\displaystyle B} enthalten“ oder „Die Menge {\displaystyle A} wird von {\displaystyle B} umfasst“ gesagt. Genauso wird statt „{\displaystyle B} ist eine Obermenge von {\displaystyle A}“ auch „Die Menge {\displaystyle B} enthält die Menge {\displaystyle A}“ oder „Die Menge {\displaystyle B} umfasst die Menge {\displaystyle A}“ gesagt. Wenn es nicht zu Missverständnissen kommen kann, wird auch „{\displaystyle B} enthält {\displaystyle A}“ usw. gesagt. Missverständnisse können insbesondere mit „Die Menge {\displaystyle B} enthält das Element {\displaystyle A}“ entstehen.

## Beispiele

Die regulären Polygone bilden eine Teilmenge der Menge aller Polygone.

- {1, 2} ist eine (echte) Teilmenge von {1, 2, 3}.
- {1, 2, 3} ist eine (unechte) Teilmenge von {1, 2, 3}.
- {1, 2, 3, 4} ist keine Teilmenge von {1, 2, 3}.
- {1, 2, 3} ist keine Teilmenge von {2, 3, 4}.
- {} ist eine (echte) Teilmenge von {1, 2}.
- {1, 2, 3} ist eine (echte) Obermenge von {1, 2}.
- {1, 2} ist eine (unechte) Obermenge von {1, 2}.
- {1} ist keine Obermenge von {1, 2}.
- Die Menge der Primzahlen ist eine echte Teilmenge der Menge der natürlichen Zahlen.
- Die Menge der rationalen Zahlen ist eine echte Teilmenge der Menge der reellen Zahlen.

Weitere Beispiele als Mengendiagramme:

A ist eine echte Teilmenge von B
C ist zwar eine Teilmenge von B, aber keine echte Teilmenge von B

## Eigenschaften
- Die leere Menge ist Teilmenge jeder Menge:
{\displaystyle \varnothing \subseteq A}
- Jede Menge ist Teilmenge von sich selbst:
{\displaystyle A\subseteq A}
- Charakterisierung der Inklusion mit Hilfe der Vereinigung:
{\displaystyle A\subseteq B\Leftrightarrow A\cup B=B}
- Charakterisierung der Inklusion mit Hilfe des Durchschnitts:
{\displaystyle A\subseteq B\Leftrightarrow A\cap B=A}
- Charakterisierung der Inklusion mit Hilfe der Differenzmenge:
{\displaystyle A\subseteq B\Leftrightarrow A\setminus B=\varnothing }
- Charakterisierung der Inklusion mit Hilfe der charakteristischen Funktion:
{\displaystyle A\subseteq B\Leftrightarrow \chi _{A}\leq \chi _{B}}
- Zwei Mengen sind genau dann gleich, wenn jede eine Teilmenge der anderen ist:
{\displaystyle A=B\Leftrightarrow A\subseteq B\land B\subseteq A}
Diese Regel wird oft beim Nachweis der Gleichheit zweier Mengen verwendet, indem man die gegenseitige Inklusion (in zwei Arbeitsschritten) zeigt.
- Beim Übergang zum Komplement dreht sich die Richtung der Inklusion um:
{\displaystyle A\subseteq B\Rightarrow A^{\rm {c}}\supseteq B^{\rm {c}}}
- Bei der Bildung der Schnittmenge erhält man stets eine Teilmenge:
{\displaystyle A\cap B\subseteq A}
- Bei der Bildung der Vereinigungsmenge erhält man stets eine Obermenge:
{\displaystyle A\cup B\supseteq A}

## Inklusion als Ordnungsrelation

Wenn A ⊆ B und B ⊆ C ist, dann ist auch A ⊆ C

Die Inklusion als Beziehung zwischen Mengen erfüllt die drei Eigenschaften einer partiellen Ordnungsrelation, sie ist nämlich reflexiv, antisymmetrisch und transitiv:
{\displaystyle A\subseteq A}
{\displaystyle A\subseteq B\subseteq A\Rightarrow A=B}
{\displaystyle A\subseteq B\subseteq C\Rightarrow A\subseteq C}
(Dabei ist {\displaystyle A\subseteq B\subseteq C} eine Kurzschreibweise für {\displaystyle A\subseteq B} und {\displaystyle B\subseteq C}.)
Ist also {\displaystyle M} eine Menge von Mengen (ein Mengensystem), dann ist {\displaystyle (M,\subseteq )} eine Halbordnung. Insbesondere gilt dies für die Potenzmenge {\displaystyle {\mathcal {P}}(X)} einer gegebenen Menge {\displaystyle X}.

## Inklusionsketten
Ist {\displaystyle M} ein Mengensystem, so dass von je zwei der in {\displaystyle M} vorkommenden Mengen die eine die andere umfasst oder von der anderen umfasst wird, so nennt man ein solches Mengensystem eine Inklusionskette. Ein Beispiel hierfür liefert das System {\displaystyle \{{]{-\infty ,x}[}\mid x\in \mathbb {R} \}} der linksseitig unbeschränkten offenen Intervalle von {\displaystyle \mathbb {R} }.
Ein spezieller Fall einer Inklusionskette liegt vor, wenn eine (endliche oder unendliche) Mengenfolge gegeben ist, welche vermöge {\displaystyle \subseteq } aufsteigend oder vermöge {\displaystyle \supseteq } absteigend angeordnet ist. Man schreibt dann kurz:
{\displaystyle A_{1}\subseteq A_{2}\subseteq A_{3}\subseteq \ \dots }
{\displaystyle A_{1}\supseteq A_{2}\supseteq A_{3}\supseteq \ \dots }

## Größe und Anzahl von Teilmengen
- Jede Teilmenge einer endlichen Menge ist endlich und für die Mächtigkeiten gilt:
{\displaystyle A\subseteq B\Rightarrow \left|A\right|\leq \left|B\right|}
{\displaystyle A\subsetneq B\Rightarrow \left|A\right|<\left|B\right|}
- Jede Obermenge einer unendlichen Menge ist unendlich.
- Auch bei unendlichen Mengen gilt für die Mächtigkeiten:
{\displaystyle A\subseteq B\Rightarrow \left|A\right|\leq \left|B\right|}
- Bei unendlichen Mengen ist es aber möglich, dass eine echte Teilmenge dieselbe Mächtigkeit hat wie ihre Grundmenge. Zum Beispiel sind die natürlichen Zahlen eine echte Teilmenge der ganzen Zahlen, aber die beiden Mengen sind gleich mächtig (nämlich abzählbar unendlich).
- Nach dem Satz von Cantor ist die Potenzmenge einer Menge {\displaystyle A} stets mächtiger als die Menge {\displaystyle A} selbst: {\displaystyle |A|<{\bigl |}{\mathcal {P}}(A){\bigr |}}.
- Eine endliche Menge mit {\displaystyle n} Elementen hat genau {\displaystyle 2^{n}} Teilmengen.
- Die Anzahl der {\displaystyle k}-elementigen Teilmengen einer {\displaystyle n}-elementigen (endlichen) Menge ist durch den Binomialkoeffizienten {\displaystyle {\tbinom {n}{k}}} gegeben.